# Yucatánamazilia
De Yucatánamazilia (Amazilia yucatanensis) is een vogel uit de familie Trochilidae (kolibries).

## Verspreiding en leefgebied
Deze soort komt voor in oostelijk Mexico via Yucatán, maar ook in de zuidelijke Verenigde Staten en telt drie ondersoorten:
- A. y. chalconota: van zuidelijk Texas tot noordoostelijk Mexico.
- A. y. cerviniventris: oostelijk en zuidelijk Mexico.
- A. y. yucatanensis: Yucatán (zuidoostelijk Mexico), noordwestelijk Guatemala en Belize.